# Kenneth Malitoli
Kenneth Malitoli (Kitwe, 20 agosto 1966) è un allenatore di calcio ed ex calciatore zambiano, di ruolo attaccante.

## Palmarès

### Giocatore

#### Competizioni nazionali
- Campionato zambiano: 7

Nkana: 1985, 1986, 1988, 1989, 1990, 1992, 1999
- Coppa dello Zambia: 5

Nkana: 1986, 1989, 1991, 1992, 2000
- Campionato tunisino: 2

Espérance: 1992-1993, 1993-1994

#### Competizioni internazionali
- CAF Champions League: 1

Espérance: 1994
- Supercoppa CAF: 1

Espérance: 1995
- Champions League araba: 1

Espérance: 1993
- Coppa dei Campioni afro-asiatica: 1

Espérance: 1995